# Critérium National de la Route 1957
Il Critérium National de la Route 1957, ventiseiesima edizione della corsa, si svolse il 24 marzo e fu vinto dal francese Jean Forestier della Essor-Leroux davanti ai suoi connazionali Louison Bobet e Serge Blusson.

## Ordine d'arrivo (Top 10)
| Pos. | Corridore          | Squadra                | Tempo    |
| ---- | ------------------ | ---------------------- | -------- |
| 1    | Jean Forestier     | Essor-Leroux           | 5h40'05" |
| 2    | Louison Bobet      | L. Bobet-BP-Hutchinson | s.t.     |
| 3    | Serge Blusson      | Essor-Leroux           | s.t.     |
| 4    | Roger Hassenforder | Essor-Leroux           | s.t.     |
| 5    | Jacques Dupont     | Saint-Raphaël          | s.t.     |
| 6    | André Ruffet       | Mercier-BP-Hutchinson  | s.t.     |
| 7    | Jacques Anquetil   | Helyett-Potin          | s.t.     |
| 8    | Nicolas Barone     | Saint-Raphaël          | s.t.     |
| 9    | René Privat        | Mercier-BP-Hutchinson  | s.t.     |
| 10   | Gilbert Bauvin     | Saint-Raphaël          | s.t.     |